# خولة عبد الصادق السوداني
خولة عبد الصادق السوداني وهي سياسية عراقية شغلت منصب عضوة في مجلس النواب العراقي في دورتيه الأولى من عام 2005 إلى 2010 والثانية لغاية عام 2014.